# قائمة المناطق البيئية في الصومال
هذه قائمة بالمناطق البيئية الموجودة في الصومال، بحسب ما أورده الصندوق العالمي للطبيعة.

## المناطق البيئية الأرضية

### الغابات الرطبة الاستوائية وشبه الاستوائية عريضة الأوراق
- غابات شمال زنجبار - إنهامبان الساحلية

### المراعي الاستوائية وشبه الاستوائية، والسافانا والمناطق الشجيرية
- أدغال وأحراش شجر السنط الصومالي

### الصحاري والأحراش الجافة
- المراعي والشجيرات الجافة في إثيوبيا
- مراعي وشجيرات هوبيو
- الغابات الجافة الجبلية الصومالية

### أشجار المانغروف
- أشجار المانغروف في شرق أفريقيا